# Aleksandra Soldátova
Aleksandra Soldátova (Sterlitamak, Rusia, 1 de junio de 1998) es una gimnasta rítmica perteneciente a la selección rusa. Es ganadora de dos medallas de oro, compitiendo en individual, en el Mundial de 2014 y Mundial de 2015 que se celebró en la ciudad alemana de Stuttgart. Además, también ha obtenido dos medallas de plata, en los ejercicios de mazas y aro, también en el Mundial de 2015. En 2019, obtuvo una medalla de oro en cinta. Entrena en el equipo ruso junto a gimnastas como Dina y Arina Avérina.
Soldatova comenzó a practicar gimnasia rítmica a una edad muy temprana. Su carrera como gimnasta empezó de manera prometedora tras ganar oro en el concurso general de la Copa Junior Irina Deleanu del 2011. Con 13 años pasó a manos de su actual entrenadora, Anna Shumílova, con quien tiene una cercana relación. 
Es ampliamente reconocida por su gran flexibilidad, la enorme potencialidad y amplitud de sus saltos, y sus giros.